# Urstjärnen
Urstjärnen är en sjö i Bodens kommun i Norrbotten och ingår i Luleälvens huvudavrinningsområde. Sjön har en area på 0,166 kvadratkilometer och ligger 144,2 meter över havet. Sjön avvattnas av vattendraget Urstjärnälven.

## Delavrinningsområde
Urstjärnen ingår i det delavrinningsområde (732955-173482) som SMHI kallar för Ovan 733048-173406. Medelhöjden är 176 meter över havet och ytan är 2,79 kvadratkilometer. Räknas de 2 avrinningsområdena uppströms in blir den ackumulerade arean 36,31 kvadratkilometer. Urstjärnälven som avvattnar avrinningsområdet har biflödesordning 3, vilket innebär att vattnet flödar genom totalt 3 vattendrag innan det når havet efter 106 kilometer. Avrinningsområdet består mestadels av skog (94 procent). Avrinningsområdet har 0,17 kvadratkilometer vattenytor vilket ger det en sjöprocent på 6 procent.